# The Great Khali
Dalip Singh Rana, hindsky दलीप सिंह राणा (* 27. srpna 1972), známý jako The Great Khali, je indický bývalý profesionální wrestler a herec. Je držitelem ceny Slammy Award. V roce 2015 otevřel v Indii wrestlingovou školu. Před zahájením profesionální wrestlingové kariéry byl policistou v indickém státě Paňdžáb.
Svůj profesionální zápasový debut si odbyl v roce 2000. Než se dal na svou profesionální zápasovou kariéru, byl asistentem podinspektora Paňdžábské policie. Objevil se ve čtyřech hollywoodských filmech, dvou bollywoodských filmech a několika televizních pořadech. Je zakladatelem a hlavním trenérem největší indické profesionální wrestlingové propagace, Continental Wrestling Entertainment, založené v roce 2015. Byl uveden do WWE Hall of Fame jako člen třídy 2021. V roce 2023 se objevil na domácí půdě na akci Superstar Spectacle, kde i uskutečnil svůj poslední zápas.

## Raný život
Rana se narodil Jwalovi Ramovi a jeho manželce Tandi Devi v rodině Rajput ve vesnici Dhiraina v okrese Sirmaur v Himáčalpradéši. Rana, jeden ze sedmi sourozenců v chudé rodině, musel dělat drobné práce, aby pomohl své rodině vyžít. Trpí akromegalií, která kromě jiných příznaků způsobuje gigantismus a vyčnívání brady. Když Rana sloužil jako ochranka v Shimle, padl do oka policistovi ze sousedního státu Paňdžáb, který – poté, co předtím pomohl několika zaměstnancům pandžábské policie stát se mezinárodními sportovci – ho v roce 1993 dostal k paňdžábské policii. I když se Rana zdráhal opustit Himáčalpradéš – jeho bratrovi byla také nabídnuta práce u pandžábské policie – jakmile přistál v pandžábském Jalandharu, trénoval v místních tělocvičnách, aby se stal zápasníkem a brzy byl vybrán pro specializovaný zápasový trénink ve Spojených státech.

## Filmografie
- The Evil That Men Do (1984)
- The Longest Yard (2005)
- Get Smart (2008)
- MacGruber (2010)
- Kushti (2010)
- Raama: The Saviour (2010)
- The A-Team (2010)
- Detonation (2012)
- MR-9: Do or Die (2023)